# عادل أرسلان
عادل أرسلان (1887 – 23 كانون الثاني 1954)، سياسي سوري، من مواليد بيروت، وأديب وشاعر ثائر وهو الأخ الأصغر للأميرين شكيب أرسلان ونسيب أرسلان، عاش حياته متنقلاً ومنفياً من بلد إلى آخر.

## ولادته ونشأته
- والده الأمير حمود بن حسن أرسلان من أمراء جبل لبنان، وله ثلاثة أخوة هم: الأمير نسيب، والأمير شكيب أرسلان، والأمير حسن.[1]
- ولد عادل أرسلان في مدينة بيروت، إبان الحكم العثماني عام 1887.
- التحق بمدرسة الأمريكاني في الشويفات وتتلمذ فيها على يد المعلم بطرس البستاني
- انتقل إلى مدينة بيروت مسقط رأسه، ودرس فيها فترة من الزمن، حيث سافر بعدها إلى عاصمة الدولة العثمانية إسطنبول، حيث التحق بكلية الحقوق والإدارة العامة.

## مناصبه في الدولة العثمانية
- اختير عضواً في مجلس المبعوثان العثماني، خلال الفترة من عام 1908 وعام 1912، ممثلاً لجبل لبنان والمناطق المحيطة، وكان أصغر الأعضاء سناً.
- عين أميناً للسر من الدرجة الأولى عام 1913 في وزارة الداخلية في إسطنبول، ثم مديراً للمهاجرين في ولاية سوريا عام 1914 في ما يوازي وزارة الداخلية.
- في عام 1915 تم تعيينه قائم مقام منطقة الشوف في جبل لبنان.
- كان على علاقة مع قادة الثورة العربية الكبرى، والتحق بجمعية (الفتاة العربية).
- انخرط في الحركات السرية مطالباً باستقلال البلاد العربية وقيام دولة الوحدة العربية.

## في الحكومة العربية في دمشق
شهد قيام الحكومة العربية الفيصلية في دمشق وشارك في الحكومة العربية، التي نادت بالأمير فيصل بن الحسين ملكاً على سوريا الطبيعية، حيث عيّن سكرتيراً خاصاً للأمير فيصل، وبعده عين مساعداً إدارياً لرئيس الحكومة في ذلك العهد، حتى سقوطه على يد الفرنسيين عام 1920.
عارض الوجود الفرنسي في سوريا، حيث حرّض ضد الاستعمار، وشارك مع الثوار في مواجهة القوات الفرنسية، فقامت القوات الأمنية التابعة لهم بملاحقته والتضييق عليه، وأصدر الفرنسيون عليه حكماً غيابيا بالإعدام، مما اضطره لمغادرة سوريا باتجاه أوروبا، حيث مكث في سويسرا لفترة من الزمن، لكنه لم يطل الإقامة في سويسرا، حيث غادرها متجهاً إلى مصر.

## في الأردن
وبعد إقامته في القاهرة لفترة وجيزة، التحق بالأمير عبد الله الأول بن الحسين في عمّان، الذي قام بتأسيس إمارة شرق الأردن.
كان مقربا من أمير الأردن وقد عهد إليه برئاسة الديوان الأميري العالي، وكان قد تسلم هذا المنصب بعد استقالة عوني عبد الهادي، وقد بقي رئيساً للديوان حتى عام 1923، عندما نشأت خلافات بينه وبين رئيس الوزراء في تلك الفترة علي الركابي، أقيل من منصبه.

## في الحجاز والقاهرة
غادر عادل أرسلان الأردن على إثر إقالته متجهاً إلى مكة المكرمة، وقد أقام فيها بضيافة ملك الحجاز الشريف الحسين بن علي، وبعد أن احتل السعوديون مكة، انتقل إلى القاهرة وبقي مقيماً فيها حتى اندلاع أحداث الثورة السورية الكبرى عام 1924.

## عودته إلى سوريا أيام الثورة
التحق أرسلان بالثوار السوريين إلى جانب سلطان باشا الأطرش للمساهمة في الثورة السورية الكبرى ضد الفرنسيين عام 1925، وبعد فشل الثورة عام 1926 إضطر لمغادرة سوريا هرباً من الملاحقة بعد أن صدر بحقه حكم جديد بالإعدام حيث غاب عنها مدة عشر سنوات، ولم يتمكن من العودة إليها إلا عام 1937، حيث عيّن وزيرا مفوضا في تركيا.

## في سوريا بعد الاستقلال
بعد حصول سوريا على الاستقلال عام 1946، عاد إلى دمشق، وشارك في عدة الحكومات حيث تولى حقيبة وزارة المعارف سنتها، ثم الصحة والشؤون الاجتماعية عام 1948، كما تولى حقيبة وزارة الدفاع ثم حقيبة وزارة الخارجية عام 1949 ورئس الوفد السوري إلى هيئة الأمم عام 1949.
انتخب نائباً عن الجولان عام 1948 ميلادي، عين بمنصب نائب رئيس الحكومة ووزيراً للخارجية في عهد حسني الزعيم، وبعد استقالته من هذا المنصب، تم تعيينه سفيراً لسوريا في تركيا.

## في بيروت
بعد الإطاحة بحسني الزعيم عاد إلى بيروت واستقر فيها معتزلاً العمل السياسي حتى وفاته عام 1954 ودفن فيها.

## نشاطه الأدبي
كان شاعرا وأديبا وقد كتب خلال حياته عدداً كبيراً من القصائد، كما طبعت مذكراته في فترة لاحقة في ثلاثة مجلدات، وكان ناشطاً في مجال كتابة المقالة الصحفية.

## وصلات خارجية
ترجمة عادل أرسلان في معجم البابطين